# 张建南
张建南（1953年5月—），男，汉族，湖北咸宁人，中华人民共和国政治人物，二级大法官，曾任最高人民检察院反贪污贿赂总局局长、最高人民法院监察局局长、最高人民法院党组成员、审判委员会委员。